# Morten Simonsen
Morten Simonsen (Copenhague, 31 de março de 1921 – 2002) foi um imunologista dinamarquês, professor da Universidade de Copenhague. É um dos descobridores da doença do enxerto contra hospedeiro.
Simonsen obteve em 1947 o diploma em medicina na Universidade de Copenhague, onde obteve um doutorado em 1953. Foi depois assistente no Instituto de Patologia, onde foi professor depois de uma permanência em 1954 em Londres e Paris. Em 1953 seu doutorado foi um trabalho sobre transplante renal em cães, no qual demonstrou a doença do enxerto contra hospedeiro, que foi descrita na França em 1959 por Georges Mathé em transplantes de medula óssea. Simonsen também estudou o fenômeno ao injetar células de frango em um embrião de galinha em 1957. Mais tarde realizou mais experimentos nesta aplicação, principalmente com linhagens especiais de camundongos, que permitiam condições experimentais mais controladas. No final da década de 1950 foi um crítico severo da teoria da teoria da selecção clonal de Frank Burnet que, a seu ver, ia contra suas experiências.
Devido a suas pesquisas foi nomeado pela Universidade de Copenhague em 1957 diretor de um instituto a ser criado para transplante e imunobiologia. Quando a fundação do instituto foi adiada ele se mudou para a Inglaterra em 1961 como Chefe de Pesquisa de Transplante na McIndoe Memorial Research Unit em East Grinstead. Em 1963 foi também professor Honorary Research Professor da Faculdade Real de Cirurgiões da Inglaterra.
Depois que o estabelecimento do instituto em Copenhague tomou forma concreta, ele retornou em 1967 e tornou-se professor e diretor do Instituto de Imunologia Experimental da Universidade de Copenhague. Continuou a estudar a doença do enxerto contra hospedeiro e desenvolveu novos testes para ela.
Recebeu o Prêmio Paul Ehrlich e Ludwig Darmstaedter de 1975.